# Polyxena Hesensko-Rotenburská
Polyxena Hesensko-Rotenburská (Polyxena Christina Johanna; 21. září 1706 – 13. ledna 1735) byla jako druhá manželka Karla Emanuela III. Sardinského sardinskou královnou.

## Královnou Sardinie
Král Viktor Amadeus II. se sblížil s její rodinou a navrhl sňatek mezi Polyxenou a svým synem a dědicem Karlem Emanuelem, princem z Piedmontu. První manželka Karla Emanuela, Anna Kristina Sulzbašská, zemřela v roce 1723, necelý rok po svatbě a sotva týden po porodu syna. I když jen o dva roky mladší, byla Polyxena neteří první manželky Karla Emanuela, a patřila k jediné katolické větvi vládnoucího hesenského rodu. Zasnoubení bylo oznámeno 2. července 1724, svatba v zastoupení se konala 23. července v Rotenburgu a osobně v Thonon-les-Bains v Chablais 20. srpna 1724.
Polyxenin nevlastní syn Viktor Amadeus, po svém otci a dědečkovi další dědic trůnu, zemřel jako dvouletý, rok po jejich sňatku, ještě předtím, než měla Polyxena vlastní potomky. Když král Viktor Amadeus v roce 1730 oznámil své rozhodnutí vrátit se na trůn poté, co v předchozích letech abdikoval, Polyxena využila svého vlivu na manžela a donutila ho, aby svého otce uvěznil na hradě Moncalieri. V roce 1732 Polyxena v Turíně založila domov pro mladé matky, nechala vymalovat Villu della Regina, lovecký zámeček a kostel San Giuseppe v Turíně. Byla také patronkou Giovanniho Battisty Crosata, barokního malíře. V červnu 1734 onemocněla a v Královském paláci v Turíně zemřela. Byla pohřbena v bazilice Superga. Dva roky po její smrti se vdovec Karel Emanuel znovu oženil, a to s Alžbětou Terezou Lotrinskou, sestrou budoucího císaře Františka I. Lotrinského.

## Odkaz
Starší větev savojského rodu skončila smrtí jejího vnuka Karla Felixe Sardinského. Villa Polissena v Římě je pojmenována na její počest

## Potomci
1. Viktor Amadeus III. (26. 6. 1726 Turín – 16. 10. 1796 tamtéž), vévoda savojský a sardinský král od roku 1773 až do své smrti
  - ⚭ 1750 Marie Antonie Španělská (17. 11. 1729 Sevilla – 19. 9. 1785 Turín)
2. Eleonora Marie Tereza Savojská (28. 2. 1728 Turín – 14. 8. 1781 tamtéž), svobodná a bezdětná
3. Marie Luisa Gabriela Savojská (25. 3. 1729 Turín – 22. 6. 1767), jeptiška v Chieri
4. Marie Felicitas Savojská (19. 3. 1730 Turín – 13. 5. 1801), svobodná a bezdětná
5. Emanuel Filibert Savojský (17. 5. 1731 Turín – 23. 4. 1735 tamtéž), vévoda z Aosty
6. Karel František Romualdo Savojský (23. 7. 1733 – 28. 12. 1733), vévoda z Chablais

## Tituly a oslovení
- 21. září 1706 – 23. července 1724: princezna Polyxena Hesensko-Rheinfelsko-Rotenburská
- 23. července 1724 – 3. září 1730: Její Královská Výsost princezna z Piedmontu
- 3. září 1730 – 13. ledna 1735: Její Veličenstvo královna Sardinie